# 王健 (1915年)
王健（1915年1月—2008年5月3日），又作王健人，直隶定县人，中国农学家，作物栽培与遗传育种专家。河北农业大学教授、原校长。1956年加入中国民主同盟，1980年加入中国共产党。第三、五届全国人大代表，第七届全国政协常委。

## 生平
1915年生于直隶定县南王家庄村。1941年毕业于中央大学农学院农艺系，获农学学士学位，留校任助教。1950年调入河北农学院（1958年更名为河北农业大学），历任副教授、教授、副校长、校长。1956年加入中国民主同盟，是民盟河北省委、民盟保定市委创始人之一。曾任民盟中央常委，第三、五届全国人大代表，第七届全国政协常委（1988年－1993年）。1993年获全国五一劳动奖章。1995年当选全国先进工作者，享受国务院政府特殊津贴。出版有《作物育种及良种繁育学》《小麦栽培六讲》等专著。2008年5月3日在河北保定逝世。